# Anita Roberts
Anita B. Roberts (Pittsburgh, Pensilvania, 3 de abril de 1942-Bethesda, Maryland, 26 de mayo de 2006) fue una bióloga molecular estadounidense que realizó observaciones pioneras de la proteína TGF-β, factor de crecimiento transformante beta, que es fundamental para curar heridas y fracturas óseas y tiene una doble labor en el bloqueo y estimulación de cánceres. Es clasificada como una de las 50 científicas biológicas más citadas del mundo.

## Biografía
Roberts nació en Pittsburgh, Pennsilvania, Estados Unidos. Se graduó con una licenciatura en Química en el Oberlin College en 1964. Recibió su doctorado en Bioquímica de la Universidad de Wisconsin-Madison en 1968, trabajando bajo la supervisión de Hector DeLuca en el metabolismo de los retinoides. Trabajó como becaria postdoctoral en la Universidad de Harvard, en un personal químico en el Centro de Aplicaciones de Investigación Aeroespacial, e instructora de química en la Universidad de Indiana en Bloomington. Luego, se unió al Instituto Nacional del Cáncer en 1976.  De 1995 a 2004, se desempeñó como jefa del Laboratorio de Regulación de Células y Carcinogénesis del instituto y continuó su investigación allí hasta su muerte en 2006. 
A principios de la década de 1980, Roberts y sus colegas del Instituto Nacional del Cáncer, parte de los Institutos Nacionales de la Salud en Bethesda, Maryland; comenzaron a experimentar con el factor de crecimiento transformador beta, comúnmente conocido como TGF-β.
Aisló la proteína del tejido renal de un bovinae y comparó sus resultados con el TGF-β tomado de plaquetas de sangre humana y tejido placentario. Los investigadores del instituto comenzaron una serie de experimentos para determinar las características de la proteína.  Descubrieron que ayuda a desempeñar un papel esencial en la señalización de otros factores de crecimiento en el cuerpo para curar heridas y fracturas rápidamente.
Posteriormente se demostró que el TGF-β tiene efectos adicionales, entre ellos la regulación de los latidos del corazón y la reacción del ojo al envejecimiento. En sus siguientes investigaciones, Roberts y otros descubrieron que el TGF-β impide el desarrollo de algunos cánceres mientras estimula la expansión en cánceres avanzados, incluyendo los cánceres de mama y pulmón. 
Fue presidenta de la Wound Healing Society. En 2005, fue elegida para la Academia Estadounidense de las Artes y las Ciencias.
Fue diagnosticada con cáncer de estómago en la etapa 4 en marzo de 2004. Recibió un título de prestigio en la comunidad del cáncer por su blog, que detalla sus luchas diarias con la enfermedad.

## Premios y reconocimientos
Roberts recibió premios varios por sus contribuciones al campo de la ciencia. Estos incluyen: 
- Premio Leopold Griffuel, 2005[8]
- Premio FASEB a la excelencia en la ciencia, 2005[9]
- Premio Komen Brinker a la distinción científica, 2005[10]

En 2005, fue clasificada como una de los «50 científicos más citados» y la tercera más citada entre todas las científicas del mundo.